# Le Diable en personne (film, 2013)
Pour l’article homonyme, voir Le Diable en personne (film, 1956).
Pour plus de détails, voir Fiche technique et Distribution.
Le Diable en personne (titre original : The Devil's in the Details, signifiant en anglais, « Le diable est dans les détails  ») est un thriller américain diffusé le 12 mars 2013 et réalisé et écrit par Waymon Boone, mettant en vedette Ray Liotta (Casino, Les Affranchis, Coup Fumant), Emilio Rivera (Trafic, Collatéral, Bruce tout-puissant).
L'histoire du film se déroule en Arizona, où un vétéran militaire souffrant d'un syndrome de stress post-traumatique à la suite d'une mission militaire, est forcé de faire la mule de drogue d'un cartel mexicain. Le film a été tourné en langue anglaise.

## Synopsis
Le soldat Thomas Conrad passe une mission militaire brutale à l'étranger : il a abattu plusieurs enfants armés dans une maison, provoquant une maladie mentale. Une fois rentré au pays, Thomas prend sa retraite de militaire et devient gérant d'un supermarché pour vivre paisiblement avec sa famille à Nogales (Arizona).
Mais il a du mal à se réadapter à la normalité, la vie civile. Son syndrome de stress post-traumatique le conduit à se droguer et oblige son épouse Selina et sa fille Chloé à se séparer de lui.
Thomas passe en centre de désintoxication et consulte le Dr Robert Michaels, psychiatre de la Navy Seal, qui l'aide à identifier les moments précédant sa condition.
Le frère de Thomas, Kyle Conrad un agent de patrouille frontalier empêche la drogue de Bill Duffy, de passer la frontière.
Six mois plus tard, un soir, en rentrant du travail en voiture, Thomas cogne accidentellement l’arrière du véhicule de Bill. Pour l'incident, Bill refuse le constat d’assurance en échange que Thomas lui paye une tournée de verres d’alcool entre eux dans un bar local. Thomas accepte.
Après avoir rendu Thomas ivre, Bill lui demande ses clés de voiture. Thomas sort du bar mais Bill le kidnappe. Thomas se réveille enchaîné dans un hangar et comprend qu'il a été enlevé. Bill le torture et le menace d'une arme : il lui demande de faire traverser de la drogue par la frontière mexicaine sans quoi la fille et la femme de Thomas seront tuées.
Corbine menace Thomas qui doit demander à des membres de sa famille de l’aider à voler une tonne de drogue à un cartel concurrent. Le père de Thomas, Richard Conrad, un juge doit donner un mandat de perquisition à sa sœur Claire, un agent de police qui doit aller récupérer la drogue partie pour passer au Mexique grâce à son frère Kyle, par la frontière. Au cours d'une série d'appels téléphoniques, Thomas réussit à avoir l’aide de sa famille.
Mais son père, Richard appelle le Dr Robert Michaels à l'aide. Robert arrive à la maison de la femme de Thomas prétendant être à la recherche d'un plombier. Un mexicain sort de la maison et lui dit de foutre le camp. Robert se faufile à l'arrière et entre dans la maison, tuant deux hommes.
Le père de Thomas appelle la police. La sœur de Thomas, Claire, est tuée.
Thomas arrive à prendre l’arme de Trevor et le tue puis tue Corbin. Thomas s’échappe de la salle de torture et se retrouve dans le bar ou il avait bu avec Bill. Au comptoir Bill discute avec Frank le barman, lequel tente de tuer Thomas qui tire avant lui et l’abat. Bill lui avoue qu’il avait organisé l'accident de voiture pour manipuler Thomas et sa famille afin de voler de la drogue à un trafiquant de drogue. Thomas injecte un composé chimique mortel dans le cou de Bill qui meurt.
Thomas va chez sa femme et sa fille et les découvre en train de l'attendre pour le saluer à la porte de la maison.

## Fiche technique
- Réalisation : Waymon Boone
- Scénario : Waymon Boone
- Musique : Danny Cocke
- Pays : États-Unis
- Sociétés de production :  Dark Details et Hollywood Media Bridge
- Genre : Thriller
- Durée : 100 min (1h40)
- Dates : Blu-ray et DVD
  -  États-Unis - 12 mars 2013[1]
  -  France - 30 avril 2013

## Distribution
- Ray Liotta : le Dr Robert Michaels, psychiatre de la Navy Seal
- Emilio Rivera : Bill Duffy, trafiquant de drogue
- Joel Mathews : Thomas Conrad, ancien soldat
- Raymond J. Barry : Richard Conrad, juge et père de Thomas
- Lane Garrison : Trevor, homme de Bill
- Jake Jacobson (en) : Corbin, homme de Bill
- Arturo Del Puerto (en) : Frank, le barman
- Jenna Lyng : Selina, femme de Thomas
- Ava Acres (en) : Chloe, fille de Thomas
- Shi Ne Nielson : Olivia, la mère de Thomas
- Nikki Deloach : Claire, la sœur de Thomas
- Wes McGee : Kyle Conrad, le frère de Thomas

## Réception
Imdb donne une note de 3,7/10.
Le film a récolté un mixte d'avis négatifs. Dans la revue DVD Verdict (en), Tom Becker observe que le film est "surjoué" et "sous-pensée", que Ray Liotta a contribué positivement, le décors et les effets sont «légers», le suspense rare Brendon Surpless de Blu-ray Definition parle d'un film banal qui a des moments de divertissement grâce à la solide performance du vétéran Ray Liotta " Dans la revue Blu-ray.com, Michael Reuben dit que le film vous tient en haleine, crédite Joel Mathews comme une victime crédible et Emilio Rivera la substance des cauchemars.